# Challenge Sprint Pro de 2011
El Challenge Sprint Pro de 2011 es va disputar a la Ciutat de Quebec el 8 de setembre de 2011.
Es va celebrar el dia abans el Gran Premi Ciclista del Quebec de 2011, prova pertanyent a l'UCI WorldTour. Cada equip participant en el Gran Premi del Quebec va escollir un corredor, i també van participar 2 ciclistes canadencs classificats en una prova paral·lela (el Challenge Sprint Canada) al principi del dia.
Mitjançant 3 eliminatòries de 3 o 4 corredors, els dos primers de cada una es van classificar progressivament fins a arribar a la final. Michael Mørkøv, de l'equip Saxo Bank-Sungard, va batre a la final el navarrès Enrique Sanz, Simon Clarke i Robert Hunter, respectivament.

## Participants
| Els 18 participants dels equips UCI ProTour               | Els 18 participants dels equips UCI ProTour | Els 18 participants dels equips UCI ProTour | Els 18 participants dels equips UCI ProTour |
| --------------------------------------------------------- | ------------------------------------------- | ------------------------------------------- | ------------------------------------------- |
| Sébastien Hinault                                         | AG2R La Mondiale                            | Danilo Wyss                                 | BMC Racing Team                             |
| Romain Sicard                                             | Euskaltel–Euskadi                           | Hayden Roulston                             | Team HTC-High Road                          |
| Nikolai Trússov                                           | Team Katusha                                | Daniele Pietropolli                         | Lampre-Fondital                             |
| Ted King                                                  | Liquigas                                    | Enrique Sanz                                | Movistar Team                               |
| Jürgen Roelandts                                          | Omega Pharma-Lotto                          | Simon Clarke                                | Astana Qazaqstan Team                       |
| Gerald Ciolek                                             | Quick-Step Alpha Vinyl Team                 | Jos van Emden                               | Rabobank ProTeam                            |
| Michael Mørkøv                                            | Saxo Bank-Sungard                           | Jeremy Hunt                                 | Team Sky                                    |
| Peter Stetina                                             | Garmin-Cervélo                              | Fabian Wegmann                              | Leopard Trek                                |
| Robert Hunter                                             | Team RadioShack                             | Wouter Mol                                  | Vacansoleil-DCM                             |
| Els 4 participants dels equips Professionals Continentals |                                             |                                             |                                             |
| Zachary Bell                                              | Team SpiderTech                             | David Veilleux                              | Team Europcar                               |
| Dominique Rollin                                          | FDJ                                         | Leonardo Duque                              | Cofidis                                     |
| Els 2 canadencs classificats prèviament                   |                                             |                                             |                                             |
| Rémi Pelletier-Roy                                        | Garneau-Club Chaussures                     | Ben Chaddock                                | Team Exergy                                 |

## Eliminatòries

### Primera ronda
| Pos. | Nom            | Equip                       |
| ---- | -------------- | --------------------------- |
| 1    | Fabian Wegmann | Leopard Trek                |
| 2    | Gerald Ciolek  | Quick-Step Alpha Vinyl Team |
| 3    | Ben Chaddock   | Team Exergy                 |

| Pos. | Nom               | Equip            |
| ---- | ----------------- | ---------------- |
| 1    | Robert Hunter     | Team RadioShack  |
| 2    | Sébastien Hinault | AG2R La Mondiale |
| 3    | Peter Stetina     | Garmin-Barracuda |

| Pos. | Nom             | Equip        |
| ---- | --------------- | ------------ |
| 1    | Nikolai Trússov | Team Katusha |
| 2    | Leonardo Duque  | Cofidis      |
| 3    | Jeremy Hunt     | Team Sky     |

| Pos. | Nom             | Equip              |
| ---- | --------------- | ------------------ |
| 1    | Hayden Roulston | Team HTC-High Road |
| 2    | David Veilleux  | Team Europcar      |
| 3    | Romain Sicard   | Euskaltel–Euskadi  |

| Pos. | Nom              | Equip                 |
| ---- | ---------------- | --------------------- |
| 1    | Simon Clarke     | Astana Qazaqstan Team |
| 2    | Jürgen Roelandts | Omega Pharma-Lotto    |
| 3    | Zachary Bell     | Team SpiderTech       |

| Pos. | Nom                 | Equip            |
| ---- | ------------------- | ---------------- |
| 1    | Dominique Rollin    | FDJ              |
| 2    | Daniele Pietropolli | Lampre-Fondital  |
| 3    | Jos van Emden       | Rabobank ProTeam |

| Pos. | Nom            | Equip             |
| ---- | -------------- | ----------------- |
| 1    | Michael Mørkøv | Saxo Bank-Sungard |
| 2    | Wouter Mol     | Vacansoleil-DCM   |
| 3    | Ted King       | Liquigas          |

| Pos. | Nom                | Equip                   |
| ---- | ------------------ | ----------------------- |
| 1    | Enrique Sanz       | Movistar Team           |
| 2    | Rémi Pelletier-Roy | Garneau-Club Chaussures |
| 3    | Danilo Wyss        | BMC Racing Team         |

#### Quarts de final
| Pos. | Nom            | Equip           |
| ---- | -------------- | --------------- |
| 1    | Robert Hunter  | Team RadioShack |
| 2    | Leonardo Duque | Cofidis         |
| 3    | Fabian Wegmann | Leopard Trek    |
| 4    | David Veilleux | Team Europcar   |

| Pos. | Nom               | Equip                       |
| ---- | ----------------- | --------------------------- |
| 1    | Gerald Ciolek     | Quick-Step Alpha Vinyl Team |
| 2    | Nikolai Trússov   | Team Katusha                |
| 3    | Sébastien Hinault | AG2R La Mondiale            |
| 4    | Hayden Roulston   | Team HTC-High Road          |

| Pos. | Nom                | Equip                   |
| ---- | ------------------ | ----------------------- |
| 1    | Simon Clarke       | Astana Qazaqstan Team   |
| 2    | Rémi Pelletier-Roy | Garneau-Club Chaussures |
| 3    | Wouter Mol         | Vacansoleil-DCM         |
| 4    | Dominique Rollin   | FDJ                     |

| Pos. | Nom                 | Equip              |
| ---- | ------------------- | ------------------ |
| 1    | Michael Mørkøv      | Saxo Bank-Sungard  |
| 2    | Enrique Sanz        | Movistar Team      |
| 3    | Jürgen Roelandts    | Omega Pharma-Lotto |
| 4    | Daniele Pietropolli | Lampre-Fondital    |

#### Semifinals
| Pos. | Nom                | Equip                       |
| ---- | ------------------ | --------------------------- |
| 1    | Robert Hunter      | Team RadioShack             |
| 2    | Enrique Sanz       | Movistar Team               |
| 3    | Rémi Pelletier-Roy | Garneau-Club Chaussures     |
| 4    | Gerald Ciolek      | Quick-Step Alpha Vinyl Team |

| Pos. | Nom             | Equip                 |
| ---- | --------------- | --------------------- |
| 1    | Michael Mørkøv  | Saxo Bank-Sungard     |
| 2    | Simon Clarke    | Astana Qazaqstan Team |
| 3    | Leonardo Duque  | Cofidis               |
| 4    | Nikolai Trússov | Team Katusha          |

#### Final
| Pos.   | Nom            | Equip             |
| ------ | -------------- | ----------------- |
| Or     | Michael Mørkøv | Saxo Bank-Sungard |
| Plata  | Enrique Sanz   | Movistar Team     |
| Bronze | Simon Clarke   | Pro Team Astana   |
| 4      | Robert Hunter  | Team Radioshack   |